# Heliga krigets armé

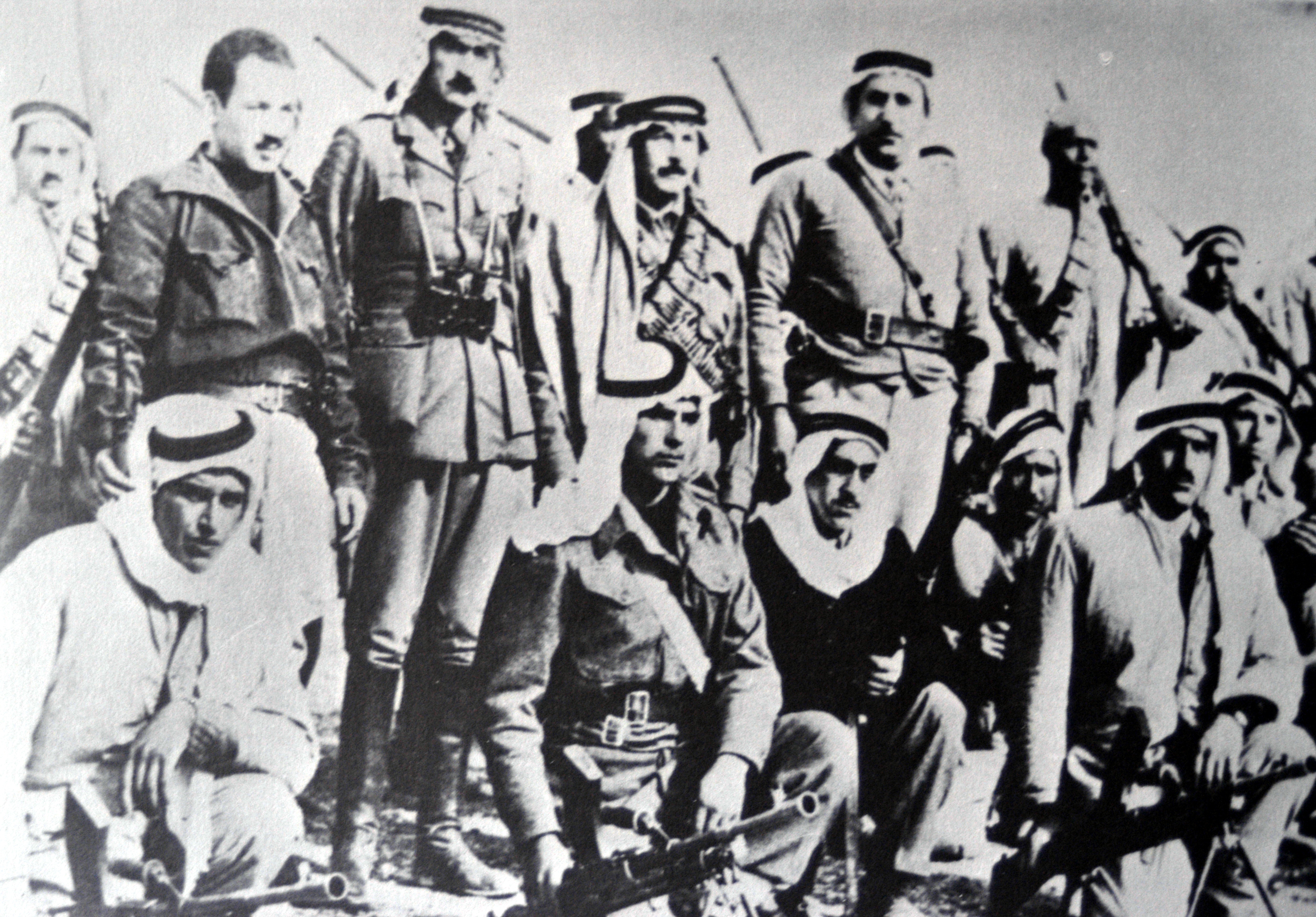
Abd al-Qadir al-Husayni stående i mitten.

Heliga krigets armé (arabiska: جيش الجهاد المقدس; Jaysh al-Jihad al-Muqaddas) var en irreguljär palestinsk styrka verksam under det palestinska inbördeskriget 1947-1948.
Den stod under ledning av Abd al-Qadir al-Husayni och Hasan Salama. Organisationen har beskrivits som Husayni-klanens privata armé.